# Вязовая (Калужская область)
Вязовая — деревня в Козельском районе Калужской области. Входит в состав сельского поселения «Село Попелёво».

## Географическое положение
Расположена примерно в 3 км к северу от села Попелёво.

## История
В Козельском уезде Калужской губернии деревня относилась к Костешовской волости.
В годы Великой Отечественной войны у деревни Вязовая располагался военный аэродром Хатёнки. Здесь, с 9 июня 1943 года дислоцировалась эскадрилья «Нормандия-Неман». 

## Население
Население деревни по данным 1914 года было 199 жителей (мужчин — 85, женщин — 114).
| 1859 | 1913 | 2002 | 2010 |
| ---- | ---- | ---- | ---- |
| 126  | ↗199 | ↘18  | ↗22  |